# Visto lo visto
Visto lo visto es el segundo álbum de estudio del grupo catalán Muchachito Bombo Infierno publicado en 2007. 
El disco marcado por la influencia y las letras del líder de la banda, Jairo Perera que mezcla estilos tan dispares como rumba, funk, swing o rock and roll. 
En el disco colabora el grupo madrileño La Excepción en la canción "Ruido".
Se lanzaron los sencillos "Azul" y "Aire".

## Lista de canciones
1. Acicálense - 2:35
2. La noche - 2:32
3. Mambo 13 - 2:50
4. Más que mucho - 2:42
5. Caratortuga - 3:34
6. Ruido - 4:25
7. Aire - 3:25
8. Vino y se fue - 3:47
9. Póngalo fácil - 3:40
10. Azul - 3:40
11. Carreta sideral - 3:20
12. Soy luz - 3:10
13. La viajera - 4:30